# Fabchich József
Fabchich József (Kőszeg, 1753. március 13. [keresztelésének dátuma] – Győr, 1809. december 23.) győri egyházmegyei áldozópap és tanár.

## Élete
Fábsich János városi gazdag polgár és Takáts Anna Mária fia volt. Alsóbb iskoláit szülővárosában a jezsuitáknál végezte 1764-től 1769-ig; a bölcseleti leckéket Győrött hallgatta, hol 1770-ben a növendékpapok közé lépett. Hittani tanulmányainak befejezése után 1775-ben pappá szenteltetése előtt, a győri gimnáziumban a nyelvtani osztály tanításával bízták meg, mely hivatalában 22 évet töltött el. Mint ilyen, páratlan lelkesedéssel hirdette a hazaszeretetet s igazi elragadtatással szólt a magyar nyelv szépségeiről. Az akkori szokások ellenére a tantárgyakat többnyire magyar nyelven adta elő. Szenvedélyes magyar volt, ki nem csak az idegen szókat, hanem az idegen embereket is erőnek erejével meg akarta magyarosítani. Megfigyelése körébe foglalta a magyar szókincsek tág mezejét, gondosan följegyezve minden egyes oly szót, mely mint elavult, használaton kívül volt, vagy csak tájszólásilag élt az ország egyes vidékein; végül olyanokat is, melyek újabb keltük miatt még általános elterjedést nem nyertek. „A magyar szó katonáinknak többet érne minden regulánál; tüzes ördög lesz mind, ha a rajta szót hallja” - , írja Mi hír Budán című röpiratában. Ugyanitt így ír: „Holló hozta sváb, országunkba szakad; erővel magyar vezetéknevek adassanak nekik, tanuljanak magyarul, vagy szakadjanak belé a cudarok! Német apácákhoz ne adassanak kisasszonykáink!” A papi dolgok magyarosításán is sokat fáradozott; egyik röpiratában már azt hangoztatja, hogy feleséget lehet ígérni az olyan papoknak, kik jó magyarok és magyar könyveket írnak, és ne mondhassák róluk Vajda Sámuellel: néha az belső emberek is olyan csúfos köntösben járnak, hogy alig tudunk eligazodni rajta, ha papot látunk-e, vagy pántlikás zsidót (1772). Költészeti irodalmunk neki köszöni a görög költők- és tragédiaírók irodalmunkba való átköltöztetését; a latin és görög írók fordításaiban tömérdek olyan uj szót használt, melyeket a közönség soha sem fogadott el. Jó barátai, különösen Döme Károly, Kazinczy Ferenc, Révai Miklós és Rajnis György, váltig figyelmeztették őt, ne csigázná annyira nyelvünket az uj szókkal, de ő nem hallgatott rájuk; meg volt győződve, hogy a közönség előbb-utóbb elfogadja azokat. Írótársai közül különösen szerette Révait, Kovács Pál Rupertet és Rajnist. 1785-ben Győrbe jövén Révai, a másik két jó barát, Rajnis és Fabchich nagy örömmel fogadták őt, s ezentúl jó ideig elválaszthatatlanok voltak egymástól. Révaival körülbelül egy időben sürgette ő is a Magyar Tudományos Akadémia fölállítását, sőt egy röpiratot is irt ez intézet érdekében. A csillagászat, nyelvészet és tanítás terén szerzett érdemeiért több elismerésben részesült. Hell Miksa, korának legnagyobb csillagásza, elismerő leveleket irt neki. Kijelölték őt a leendő akadémia tagjának is, 1798-ban pedig kinevezték a győri papnevelő tanárának.

## Munkái
- Apotheosis Herostrati festis honoribus rev. dni Antonii Majláth de Székhely, dum ad latus ill. ac. rev. dni episcopi Jaurinensis ascisceretur, anno 1788. XII. kal. Maji dicata. Jaurini.
- Ünnepi vers főtiszt. Balogh Sándor urnak győri kanonokságába való iktatására. Komárom, 1794.
- Tudósítás Pindarus Anakreon munkájának fordítása iránt. Győr, 1803.
- Vas vármegyei köszögi Fábchich József az magyar föl állítandó tudós társaságnak az XI. szám alatti tagjátúl magyarra fordítatott Pindarus Alceus Záffo Stezikorus Ibikus Anakreon Bakkilides Szimonidesz Alkmán Arkilokus. Az kegyelmes második Isztmiai Mecénásoknak költségével. Győr, 1804. (ism. Zeitschrift von u. für Ungern VI.)
- Méltgos Wilt József urnak győri püspökségébe való mind szent havának 21-ik napi fényes iktatására… ajánlja. Győr, 1806. (Költemény.)

Kovács Pál Rupert benedekrendi Magyar példa- és közmondásai (Győr, 1794.) cz. munkáját F. verses előbeszédjével adta ki.

### Kézirati munkái
Egyházi beszédei (1790–97.); Kengyelfutó, avagy magyar Kalepinus példája (ivrét 67 l.) és M. Kalepinus A-Z. ivrét 658 lap (1794.); Kisebb versezetei; Mi hir Budán? vagy: Fancsali feszület Pindarus sat. kézirata 557 l.; Práy Györgynek krónikájából való bengézés; A magyar ruhába öltözött bajuszos magyarországi papnak védelmezése; Aeschylus, Sophocles, Euripides tragyédiája (Győr, 1803.); Erkölcsnek hét tragyédiái (1803.); Euripidesnek tragyédiái; Hollosy Mihály győri nagy préposthoz (1806. költemény); Sofoklesznek hét tragyédiái; Adversaria Calepiana de anno 1786; Adversaria Scapularia (1786–1800.); Adversaria Teutonica (1786.); Adversaria Hungarica collecta 1789.; Miscellanea Commentariorum e variis Authoribus excerptorum 1786.; Planum erigendae societatis hungaricae 1792.; Sermones sacri; Versiones poetarum graecorum; Supplementum prosodiae Graecae; Historia regum Hungariae; Excerpta ex X. ut Tök Könyvnek eltépése (1808.); Miscellanea manuscripta; Acta diversa; vegyes irományai s vegyes tárgyú kivonatai; levelei Révaihoz, Győr 1806. júl. 5. és aug. 19. (mind a n. múzeumi kézirattárban.) Az Egyházi törvények cz. kéziratát is említi Ferenczy.